# Ralf Rocchigiani
Ralf Rocchigiani (ur. 13 lutego 1963 w Duisburgu) – niemiecki bokser, były mistrz świata federacji WBO w wadze junior ciężkiej. Jest starszym bratem Graciano Rocchigianiego.

## Amatorska kariera
Ralf razem z bratem Graciano trenowali boks w Sportfreunde Neukölln. Łącznie stoczył 125 walk wygrywając 108. W 1980 roku został mistrzem Niemiec juniorów. Zdobył brązowy medal na mistrzostwach europy juniorów 1982 w Schwerin. Uczestniczył również w 1983 w mistrzostwach europy w Warnie odpadając w ćwierćfinale.

## Profesjonalna kariera
Zawodową karierę rozpoczął 5 listopada 1983 nokautując w pierwszej rundzie Hansa Gimborna. Po trzynastu pojedynkach zmierzył się z Manfredem Jassmannem ponosząc pierwszą porażkę w walce o tytuł mistrza Niemiec w wadze półciężkiej. Pięć miesięcy później doszło do rewanżu który zakończył się remisem. Po tej porażce postanowił zmienić kategorię wagową ma wyższą i 21 sierpnia 1985 pokonał Josefa Kossmanna zdobywając mistrzostwo Niemiec. Po pięciu zwycięskich pojedynkach uległ jednogłośną decyzją Alexowi Blanchardowi broniącemu pas EBU. 26 kwietnia 1988 pokonał byłego mistrza świata WBC i IBF Marvina Camela. 3 maja 1991 uległ jednogłośnie Markus Bott. 2 października 1992 zmierzył się z Tyrone Booze o pas WBO przez jednogłośną decyzję. Po stoczeniu siedmiu walk stanął do pojedynku o wakujący pas WBO w którym pokonał Carla Thompsona. W swojej pierwszej obronie wygrał z niepokonanym wcześniej Marc Randazzo a dwa miesiące później w drugiej obronie pokonał Dana Warda. Mistrzostwa skutecznie bronił jeszcze czterokrotnie pokonując Jaya Snydera, Basha Ali, oraz dwukrotnie Stefana Angehrna. Swój pas stracił 4 października 1997 przegrywając z Carlem Thompsonem. Po dwóch kolejnych wygranych pojedynkach z Andreasem Wornowskim w 1999 roku postanowił zakończyć karierę wspierając w treningach swojego młodszego brata.